# District de Kathua
Le district de Kathua (ourdou : ضلع کٹھوعہ)est un district du territoire du Jammu-et-Cachemire, en Inde.

## Géographie
Au recensement de 2011, sa population compte 616 435 habitants pour une superficie de 2 651 km2.
Son chef-lieu est la ville de Kathua. 